# 群馬県道141号群馬八幡停車場藤塚線
群馬県道141号群馬八幡停車場藤塚線（ぐんまけんどう141ごう ぐんまやわたていしゃじょうふじづかせん）は、群馬県高崎市八幡町にある東日本旅客鉄道（JR東日本）群馬八幡駅前から高崎市藤塚町の国道18号に至る一般県道である。

## 概要
群馬八幡駅前を起点に西進してから南に進路を変更し、信越本線を踏切で通過して、高崎市藤塚町の国道18号少林山入口交差点に接続する。全線が高崎市内で、全線が2車線である。
起終点以外で接続する県道や国道はない。
なお、地図によっては本路線が群馬県道139号群馬八幡停車場剣崎線の一部区間とされていることがあるが、認定当初より重複路線ではなく、県道標識も個別に設置されている。

### 路線データ
- 起点：高崎市八幡町（群馬八幡駅前）[注釈 2]
- 終点：高崎市藤塚町34番[1]（国道18号交点〈少林山入口交差点〉）[注釈 3]

## 歴史
- 1959年（昭和34年）9月18日：群馬県より現・道路法に基づき、県道群馬八幡停車場藤塚線（群馬八幡停車場 - 一級国道18号線交点〈高崎市藤塚〉、整理番号95）が路線認定される[2]。
  - 同日、前身路線にあたる旧・県道群馬八幡停車場藤塚線（群馬八幡停車場 - 高崎市藤塚町、整理番号122）が路線廃止される[3]。

## 交差する主な道路
- 群馬県道139号群馬八幡停車場剣崎線 - 高崎市八幡町（群馬八幡駅前、起点）
- 国道18号、群馬県道26号高崎安中渋川線 - 高崎市藤塚町（少林山入口交差点、終点）